# Neposredna demokracija
Neposredna demokracija (tudi čista demokracija) obsega obliko demokracije, pri kateri je oblast v rokah zbora vseh polnoletnih državljanov, ki se odločijo za sodelovanje pri odločitvah. Kjer zbor izvoli uradnike, so ti izvršni zastopniki ali neposredni predstavniki, ki jih veže volja ljudi. V predstavniški demokraciji oblast dejansko izvaja podmnožica ljudi, ki so periodično izvoljeni, sicer pa imajo svobodo pri izvajanju lastnih programov.
Izraz neposredna demokracija se nanaša tudi na to, kako so državljani neposredno udeleženi pri izglasovanju zakonov namesto izvoljenih predstavnikov, ki odločajo namesto njih.
Nekateri sestavni deli neposredne demokracije:
- iniciativa (ljudska pobuda)
- referendum
- odpoklic
- plebiscit
- pravica do peticije
- zbor občanov

## Stebri neposredne demokracije
Prvi steber so splošne in osnovne človekove pravice med katere spada tudi svobodna iniciativa. Svobodna iniciativa neposredne demokracije temelji na pravici vsakega posameznika ali člana skupnosti, da daje pobude in predloge za upravljanje javnih ali skupnih zadev. Iniciativa izhaja iz enakopravnosti, statusa posameznika v skupnosti, v kateri vsakemu članu skupnosti pripadajo osnovne človekove pravice. Med te pravice spadajo tudi politične pravice ali pravica sodelovanja pri odločanju v skupnih in javnih zadevah, ki pritičejo vsem članom skupnosti.
Drug steber so pogoji in oblike odločanja članov skupnosti o skupnih zadevah. V tem stebru so pogoji in oblike odločanja članov skupnost, ki oblikujejo skupna pravila obnašanja in ravnanja za skupno življenje in sobivanje članov v skupnosti. Ena teh oblik je referendum. Poznamo več oblik referenduma s katerim skupnost odloča o neki zadevi; lahko gre za obvezujoči referenduma o tem, ali naj bo nek zakon zavržen. To daje ljudstvu možnost veta na predloženi zakon. 
Tretji steber je nadzor delovanja in uresničevanja sprejetih skepov, odločitev ter ukrepov za njihovo uresničitev. S peticijo ali referendumom daje ta steber ljudem možnost odpoklica izvoljenih predstavnikov ljudstva v predstavniških organih skupnosti.